# St. Peter’s Brewery
Пивоварня св. Петра (англ. St. Peter’s brewery) — частная независимая пивоваренная компания, основанная в 1996 году Джоном Мёрфи в городе Бангей, Саффолк, Англия. Компания производит касковые эли, пивные наборы, а также бутылочное пиво, широко распространённое в мире, в том числе в России.
Пивоварня владеет собственным рестораном в Саффолке, а также пабом Jerusalem tavern в престижном районе Кларкенуэлл в Лондоне.

## История
Создатель компании Джон Мёрфи с 1974 по 1993 года создал и владел брендинговой компанией Interbrand, приложив руку к созданию таких всемирно известных брендов, как прозак и Бритиш Телеком. После продажи Интербренда, он решил заняться пивным бизнесом, для чего выкупил поместье St. Peter’s hall и создал одноимённую марку пива. Размышляя над тем, почему английское пиво и эли так сложно найти за рубежом, он пришёл к выводу, что большинство пивоваров предпочитают продавать своё пиво через местные пабы, вместо того, чтобы двигать свой бренд. Англичане преимущественно также пьют местное пиво в местных пабах.

## Производство
Пивоварня производит 17,500 имперских бочек (2,864,000 л) пива в год. Большинство пива разливается в бутылки, для которой была создана фирменная бутылка овальной формы ёмкостью поллитра. За основу была взята бутылка из под джина XVIII века, выпускаемая неподалёку от Филадельфии.
В 2013 году компания St. Peter’s оценивалась в 12-15 млн фунтов стерлингов.

## Ассортимент
Компания производит 12 всесезонных сортов (Best Bitter, Cream stout, Citrus beer, Golden ale, Honey porter, Ipa, Mild, Old style porter, Organic, Ruby Red ale и другие), 6 сезонных (Christmas ale, the Merry elf, the Saints whiskey beer и др.) сортов пива. Есть линейка безалкогольного и безглютенового пива.

## Награды
- Cream Stout был выбран одним из 50 лучших в мире в 2006 и выигрывал в Международном конкурсе пива в категории портеров и стаутов в 2006, 2004 и 2003.
- St. Peter’s Organic Ale получил серебряную медаль в категории напитков на Organic Food Awards 2006.[3]
- Organic Best Bitter вошло в десятку лучшего органического пива по версии Independent[4].
- В ноябре 2007 в проводимом слепом тестировании газетой Индепендент St. Peter’s India Pale Ale был признан безусловным лидером.[5]
- Касковая версия Old Style Porter стала Пивом-чемпионом Саффолка в 2005 на конкурсе, проводимом CAMRA и получила бронзу на CAMRA Winter Beer Festival в Манчестере в январе 2007.
- St. Peter’s Grapefruit Fruit Beer выиграло бронзовую медаль в категории специализированного пива на Большом Британском пивном фестивале в августе 2007.[6]
- Ruby Red ale — серебро на 2010 International Beer Challenge[7].
- Dirty Tackle — «лучший коричневый английский эль в мире» на World Beer Awards 2016[8].
- Black IPA и Ruby Red ale — золото на World Beer Awards 2017[9][10].